# Der Montag Morgen
Der Montag Morgen (M. M.) war eine deutsche Wochenzeitung, die von 1923 bis 1933 in Berlin als Montagszeitung erschien. Sie wurde von Stefan Großmann und Leopold Schwarzschild herausgegeben. Sie ist nicht zu verwechseln mit der Wochenzeitung Montag-Morgen in Wien oder der Wochenausgabe Montag Morgen des Brünner Tageblatts in Brünn (Brno).

## Zeitungstyp, Inhalt und Gestaltung
Der Montag Morgen, wie im Titellogo von den Berlinern meist M. M. genannt, war eine Wochenzeitung, die trotz des Namens bereits am Sonntag erschien. Sie gehörte zu einem besonderen Marktsegment auf dem Berliner Zeitungsmarkt. So gut wie alle Berliner Tageszeitungen erschienen mit einer großen Sonntagsausgabe, am Montag jedoch nicht, oder ihr Verlag brachte eine kleine oder illustrierte oder anders gestaltete Ausgabe heraus. Zu den Berlin-typischen Montagszeitungen gehörten auch Berliner Montagspost (Montag-Morgen-Ausgabe der Ullstein-Zeitungen), Der Montag (Untertitel später: Die illustrierte Montagszeitung Ausgabe des Berliner Lokal-Anzeigers, Verlag Scherl im Hugenberg-Konzern), Die Welt am Montag, sowie die Deutsche Montagszeitung.
Als Ersatzzeitung für die Berliner Montagslücke versuchte der M. M. nicht, als redaktionell bedächtiges Wochenblatt wahrgenommen zu werden, sondern konzentrierte sich wie eine Tageszeitung aktuell auf Ereignisse des Vortags. Die Zeitung erschien vierspaltig im Rheinischen Format in zwei Ausgaben, A und B. Die erste, Ausgabe A, erschien bereits am Sonntagabend und war für den deutschlandweiten Vertrieb gedacht. Ausgabe B erschien nur im Großraum Berlin am Montagmorgen und nahm noch aktuelle Meldungen aus der Nacht sowie umfangreiche Sportergebnisse vom Wochenende mit, nach Wahlsonntagen auch umfangreiche Wahlergebnisse. Der Umfang betrug anfangs 18 bis 22, ab 1923 nur zwölf Seiten pro Nummer. Nach der Zeit der Hochinflation blieb der Einzelpreis bis Sommer 1931 bei 20 Pfennig.
Die bekannten Publizisten Stefan Großmann und Leopold Schwarzschild arbeiteten bereits erfolgreich bei Das Tage-Buch zusammen, als sie 1923 Der Montag Morgen gründeten. Als dritter Gesellschafter wurde Maximilian Schreier beteiligt, der in Wien die Zeitungen Der Morgen – Wiener Montagblatt und Der Tag herausgab. Ab Dezember 1925 wurde im Impressum zudem Otto Katz geführt, der zugleich am Verlag des Tage-Buch beteiligt war. Eigentlicher Finanzier soll anfangs jedoch der Wiener Geschäftsmann Siegmund Bosel gewesen sein, erst 1926 löste sich der Verlag von ihm.
Großmann schwebte „eine große Zeitung der jungen Leute“ vor. Die erste Nummer erschien am 4. Juni 1923. Die Redaktion war eng mit der des Tage-Buch verzahnt, sie teilten sich Verlagsadresse und Büroräume.
Die Zeitung war konzern- und parteiunabhängig und führte eine spitze Feder. Einige der bekanntesten Journalisten, Publizisten und Literaten der Epoche zählten zu ihren Autoren, darunter Erich Kästner, Carl von Ossietzky, Heinrich Mann, Thomas Mann, Willy Haas, Kurt Reinhold und Hans Sahl. Der politische Teil wurde stark von Leopold Schwarzschild geprägt, der rund hundert Artikel für den M. M., meist Leitartikel, verfasste.
Politik, Wirtschaft, Lokales und Feuilleton waren die Schwerpunkte, daneben gab es einen Sport- und Auto-Teil („Auto, Flug, Funkwesen“, ab August 1928 „Der Automobilist“). Der ausführliche Kulturteile hatte Sparten wie „Filme der Woche“, „Theater der Woche“, Tonträger in „Die Platte – Was man hören sollte“, Gedichte in „Der blaue Montag“, Witze und „Dummheiten der Woche“. Zu den Texten, die in der Gegenwart wieder aufgelegt worden sind, zählen Erich Kästners von 1928 bis 1930 publizierte humorvolle Montagsgedichte.
Meist erschien die Zeitung mit 12 Seiten. Das Layout war vierspaltig. Nur selten brachte die Zeitung Fotos. Zeichnungen waren meist die einzigen Illustrationen. Das Anzeigenaufkommen war klein. Die Werbekunden stammten vor allem aus dem Kultur- und Unterhaltungssektor (Theater, Film, Veranstaltungen) und aus der Autobranche in der Automobil-Beilage.
Der M. M. war populär aufgemacht, teilweise boulevardesk. Auch wenn es selten Illustrationen gab, gaben die großen Schlagzeilen und sehr kurzen Texte und Textkästen dem Blatt eine bildartige Gestalt. Der Inhalt hatte die Tendenz, Kritik und investigative Recherchen reißerisch oder skandalisierend zu entwickeln und polemisch zu kommentieren. Die Publizistikwissenschaftlerin Ulrike Dulinski zählt den MM daher zur Berliner Boulevardpresse und zum Sensationsjournalismus.

## Politische Haltung und Konflikte
Die politische Haltung wurde unterschiedlich wahrgenommen. Oft wird sie als nicht doktrinär links oder linksliberal beschrieben. Sie stand deutlich links von der Deutschen Demokratischen Partei, ohne zur Publizistik der Sozialdemokratie zu zählen. Auf der nationalistischen Rechten wurde die Zeitung als „Kampfblatt“ wahrgenommen. In der Tat stand sie für einen kämpferischen Journalismus, und sie zog dabei eine Vielzahl politischer Angriffe als auch Presserechts- und Strafverfahren auf sich.
Walther Oschilewski zählt den M. M. zu den „gradlinigen Blättern des demokratischen Republikanismus“. Der Publizistikforscher Karsten Schilling umschreibt das Blatt als „republikanisch, linksliberal, modern, feste Unterteilung des Inhalts in diverse Beilagen und Sparten, Schwerpunkt auf lokaler Berichterstattung“ sowie als „klein aber überaus fein“ und „wahres Kind der Weimarer Republik“. Der frühere britische Presseoffizier Peter de Mendelssohn nannte den M. M. in seinem Geschichtswerk Zeitungsstadt Berlin „die journalistisch weitaus beste der Berliner Montagszeitungen“, aber auch „ein echtes Kind der polemikbesessenen Zwanziger Jahre“. Der Literaturwissenschaftler und Kästner-Experte Remo Hug hebt ebenfalls die Polemik hervor: „Polemische, aggressive linksdemokratische Wochenzeitung; republikanisch, antifaschistisch, pazifistisch. Erklärte Feinde: die Nationalisten, die Großindustriellen, die Hochfinanz und die Hugenberg-Presse.“
Zu den wichtigen politischen Köpfen zählte Carl von Ossietzky. Er löste Großmann im April 1924 als für Politik verantwortlicher Redakteur im Impressum ab; im Mai wurde er auch Mitverantwortlicher beim Tage-Buch. Ossietzky wurde im Januar 1925 mit Strafantrag bedroht, weil ein Artikel Außenminister Gustav Stresemann enge Kontakte zum Stahlhelm vorgeworfen hatte. Der Autor hatte dafür keinen Beweis. Der Antrag wurde zurückgenommen, nachdem der M. M. sich von der Behauptung öffentlich distanzierte und die Prozesskosten übernahm. Wegen des prominenten Prozesses blieb Ossietzky noch bei der Zeitung, obwohl er zum März 1925 kündigen wollte. Berthold Jacob zufolge fühlte sich Ossietzky im Verlag nicht wohl, weil ihm die Herausgeber zu wenig Spielraum ließen und es auch zu politischen Differenzen kam. Er wechselte 1926 zur Zeitschrift Weltbühne, wo er sein Profil entscheidend schärfte. Für ein 1926 erschienenes Satiregedicht von Erich Weinert, das einen deutschen Flottenbesuch in den USA verspottete, verurteilte ein Gericht Ossietzky und Weinert 1927 zu je 500 Mark Geldstrafe wegen „Herabsetzung des Ansehens des Vaterlands“.
Ossietzkys Freund Berthold Jacob betrieb die Berliner Zeitungskorrespondenz Zeit-Notizen und belieferte auch den M. M. Seine Enthüllung „Kronprinzensohn in der Reichswehr“ löste am 26. September 1926 die so genannte Prinzenaffäre um eine Manöverteilnahme von Prinz Wilhelm von Preußen aus, die Reichswehrminister Otto Geßler (DDP) massiv unter Druck setzte und in deren Folge der Chef der Heeresleitung, Hans von Seeckt, zum Rücktritt gezwungen wurde.
1928 schied Großmann aus gesundheitlichen Gründen aus. Schwarzschild übernahm die Anteile seiner Mitgesellschafter. In der Weltwirtschaftskrise war Schwarzschild, der Alleinherausgeber geworden war, Mitte 1931 gezwungen, den M. M.  zu verkaufen, um das wesentlich bedeutendere und geschäftlich profitablere Tage-Buch erhalten zu können. Ab dem 27. Juli 1931 erschien im Impressum als neuer Eigentümer und Herausgeber Paul Hassel, der Verlag hieß nun Berliner Montagszeitungsverlag Paul Hassel. Schwarzschild schrieb noch bis zum 29. Februar 1932 Leitartikel für das Blatt. Bernhard Citron löste Kurt Reinhold als verantwortlicher Redakteur ab. Der Verleger reagierte auf die Absatzschwierigkeiten und Deflation mit einer Preissenkung auf 10 Pfennig in Groß-Berlin und 15 Pfennig auswärts.
Großmann kehrte 1932 kurzzeitig als Redaktionsleiter und Autor zurück. Im März 1933, nach Adolf Hitlers Regierungsantritt und Beginn der Diktatur, entging er der Verhaftung aufgrund seines schlechten Gesundheitszustands, er wurde aber ausgewiesen. Die Zeitung zog sich auf Lokalberichterstattung zurück. Die letzte Ausgabe erschien am 12. Juni 1933. Am 19. Juni 1933 verbot die nationalsozialistische Regierung durch das Geheime Staatspolizeiamt die Zeitung auf der Grundlage der Verordnung des Reichspräsidenten zum Schutze des Deutschen Volkes vom 4. Februar 1933.

## Neustart nach dem Zweiten Weltkrieg
1946 wurde kurzzeitig versucht, den Titel wiederzubeleben. Als die SPD-nahe Tageszeitung Telegraf mit der Lizenz Nr. 19 der britischen Militärregierung am 22. März 1946 auf den Markt kam, wählte Verleger Arno Scholz für die illustrierte Montagsausgabe den Namen Der Montag Morgen. Damit knüpfte er klar an den Vorgänger in der Weimarer Republik an. Von 1948 bis 1950 hieß sie Telegraf am Montag, dann von 1950 bis 1954 wieder Der Montag Morgen. 1950 hatte diese gesondert ausgewiesene Ausgabe laut IVW eine verkaufte Auflage von 74.000 Exemplaren. Scholz stellte diese Ausgabe seiner Zeitung 1954 ein.

## Archivierung
Die Staatsbibliothek zu Berlin Unter den Linden führt das einzige Papierarchiv. Andere Bibliotheken verfügen nur über Mikrofilmkopien. Einige Jahrgänge auf Papier sind dauerhaft gesperrt, also unbenutzbar. Die Zeitung ist nur unvollständig erhalten. Der erste (1923) und fünfte Jahrgang (1927) sind verschollen. Überwiegend sind für den jeweiligen Erscheinungstag nicht beide Ausgaben A und B, sondern nur eine erhalten.

## Bekannte Mitarbeiter
- R. J. Bornstein
- Peter Brie
- Bernhard Citron, verantwortlicher Redakteur ab August 1931
- Axel Eggebrecht (1899–1991), Theater- und Filmkritiker 1923–1925
- „Fodor“ (Pseudonym), Zeichner
- Stefan Großmann (1875–1935), Herausgeber und Chefredakteur 1923–1928, 1932–1933
- Hans Gutmann
- Willy Haas (1891–1973), Publizist, Filmkritiker und Drehbuchautor
- (Dr.) Arnold Hahn
- Berthold Jacob (1898–1944), Journalist und Pazifist
- Erich Kästner (1899–1974), Schriftsteller, Publizist, Drehbuchautor und Kabarettdichter
- Georg G. Kobbe (1902–1934), Zeichner
- Heinrich Mann (1871–1950), Schriftsteller
- Thomas Mann (1875–1955), Schriftsteller
- Walter Mehring (1896–1981), Schriftsteller
- (Dr.) Hugo Nathanson
- Carl von Ossietzky (1889–1938), Journalist, Schriftsteller und Pazifist
- Alfred Polgar (1873–1955), Kritiker, Schriftsteller
- Kurt Reinhold
- Hans Sahl (1902–1993), Theater- und Filmkritiker ab 1925
- Rudolf Schlichter (1890–1955), Zeichner, Schriftsteller
- Leopold Schwarzschild, Herausgeber und Chefredakteur 1923–1931
- Karl Tschuppik (1876–1937), leitender Redakteur 1927–1933
- Horst Walther
- Erich Weinert (1890–1953), Schriftsteller
- Wolfgang Zunk, Redakteur, um 1926